# Falkvåltjärnarna (Storsjö socken, Härjedalen, 697934-135242)
Falkvåltjärnarna är en sjö i Bergs kommun i Härjedalen och ingår i Ljungans huvudavrinningsområde.